# Heraldisk stil
Heraldisk stil er en stiliseringsteknik som er typisk for figurer og farver (tinkturer) i våbenskjolde. 
Gode eksempler på heraldisk stil ses i malede våbenruller fra middelalderen, samt i moderne våbentegninger fra skandinaviske lande, Schweiz og til dels andre europæiske lande.
Heraldisk stil går ud på at fremhæve det særegne og karakteristiske ved det som skal afbildes, samt udelade det unødvendige. Figurer skal være tydelige og let genkendelige, mens farver skal være rene og uden nuancer. Figurerne bliver dermed mere ornamentale, grafiske og abstrakte typer, mens de bliver mindre naturalistiske og individuelle.
Typiske figurer i heraldisk stil er løve, ørn, tårn, lilje og rose.
Heraldisk stil går på tværs af stilhistorien, selv om nogle stilarter, særlig barok og rokoko, går langt i at fremstille våbenfigurer naturalistisk og med liden stilisering.
Som reaktion på 1800-tallets overlæssede heraldik opstod den såkaldte flatestil ("fladestil"), som forsøger at genskabe middelalderidealet om heraldisk prægnans ved at figurerne afbildes som flader uden perspektiv, skyggelægning eller farvenuancer. Det bliver dermed en figurs silhuet eller omrids som bliver det afgørende, f.eks. bliver en kugle gengivet som en flad skive. Følgelig er ikke alle figurer egnede til gengivelse i flatestil eller til brug i nyere, norske offentlige våbener som normalt bliver afbildet i flatestil (efter ca. 1930). En varm talsmand for flatestilen var førstearkivar i Riksarkivet og kunstner Hallvard Trætteberg, som har tegnet både den forudgående officielle afbildning af det norske rigsvåben og andre statslige våben og mærker på denne måde (den nuværende officielle afbildning af rigsvåbenet er tegnet af Sverre Morken – også i flatestil). Trætteberg lagde et teoretisk grundlag for flatestilen i sin afhandling om «Heraldiske farvelover» i det svenske skrift «Meddelanden från Riksheraldikerämbetet». 
Flatestilen er gennemført i afbildningerne af en del norske slægtsvåbener i Hans Cappelens bok Norske slektsvåpen (2. udgave Oslo 1976). 
I andre lande er der også mange afbildninger af offentlige våbener i flatestil, særlig Sverige, men også i Finland, Schweiz og Skotland. I Danmark og flere andre europæiske lande bruges flatestilen i noget mindre grad. I England bruges mere perspektiv, skyggelægning og farvenuancer, selv om disse virkemidler er blevet dæmpet noget ned i officielle våbenafbildninger fra de senere år.